# Индианският боец
„Индианският боец“ (на английски: The Indian Fighter) е американски уестърн филм от 1955 годинана режисьора Андре Де Тот с участието на Кърк Дъглас, Уолтър Матау и Елза Мартинели.

## Сюжет
Разузнавач, пътуващ с керван през враждебна индианска територия, несъзнателно се забърква с дъщерята на вожда на сиуксите.

## В ролите
| Актьор         | Роля                   |
| -------------- | ---------------------- |
| Кърк Дъглас    | Демпси Рей             |
| Елза Мартинели | Онати, дъщеря на вожда |
| Уолтър Матау   | Уес Тод                |
| Дайана Дъглас  | Сюзън Роджърс          |
| Уолтър Абел    | капитан Траск          |
| Лон Чейни      | Чивингтън              |
| Едуард Франц   | Червеният облак        |
| Алън Хейл      | Уил Крабтри            |
| Елайша Кук     | Бригс                  |